# Phytographia Lusitaniae Selectior, seu novarum et aliarum minus cognitarum
Phytographia Lusitaniae Selectior, seu novarum et aliarum minus cognitarum (abreviado Phytogr. Lusitan. Select. (1800)) es un libro con ilustraciones y descripciones botánicas que fue escrito por el botánico, briólogo y micólogo portugués Félix de Avelar Brotero y publicado en el año 1800.